# Top Dog (TV-serie, 2020)
Top Dog är en svensk TV-serie från 2020, baserad på Jens Lapidus romantrilogi VIP-rummet, STHLM Delete och Top Dogg. Serien hade premiär på C More den 7 oktober 2020 och på TV4 den 18 oktober samma år.
Huvudrollerna spelas av Josefin Asplund och Alexej Manvelov.

## Rollista (i urval)
| - Josefin Asplund – Emily Jansson - Alexej Manvelov – Teddy Maksumic - Jessica Grabowsky – Sara Eriksson - Gustav Lindh – Nikola Maksumic - Kardo Razzazi – Rewan Zilan - Peter Gardiner – Magnus Hansen - Joel Spira – Daniel - Christian Hillborg – Henrik - Beka Kuliev – Chamon Hanna - Milan Dragisic – Bojan Maksumic - Mahmut Suvakci – Isak Nimrod - Set Sjöstrand – Josef | - Malin Barr – Receptionist Leijon - Björn Elgerd – Philip Schale - Marcel Khouri – Bello - Dag Malmberg – Carl Johan Schale - Jan Mybrand – Jan Ferm - Lina Englund – Caroline Schale - Amanda Ooms – Liza - Oscar Töringe – Tomas - Claes Ljungmark – Anders - Mikael Almqvist – Peder Berg - Jonatan Blode – Mats Emanuelsson - Bianca Cruzeiro – Mikaela |